# Porrhotegaeus herminae
Porrhotegaeus herminae är en kvalsterart som beskrevs av J. och P. Balogh 1983. Porrhotegaeus herminae ingår i släktet Porrhotegaeus och familjen Eutegaeidae. Inga underarter finns listade i Catalogue of Life.